# Țara Năsăudului
Țara Năsăudului (în maghiară Naszód vidéke, în germană Nösnerland sau Nösnergau, denumire mai veche sau arhaică) este o regiune istorică din nord-estul Transilvaniei, în România, regiune centrată pe râurile Bistrița și Mureș.

## Istorie
Începând cu secolul XII și continuând în secolele XIII-XIV regii maghiari au invitat coloniști germani să se așeze în părțile estice ale Regatului Ungariei; acești coloniști germani au rămas cunoscuți ca sași. Sașii din sud-est s-au așezat în Țara Bârsei, iar cei din nord-est de-a lungul râului Bistrița și Mureș începând cu secolul XIII. Întrucât prima așezare mai mare a coloniștilor a fost Nösen (actualul municipiu Bistrița), pe râul Bistrița în 1206, întreaga zonă din jur a fost denumită Nösnerland. Cele mai mari așezări au rămas Nösen, ulterior cunoscut ca Bistrița (Bistritz) în nord, iar în sud Reghin (germană Sächsisch-Regen), cu zona apropiată, denumită Reener Ländchen.
În al doilea război mondial, Ungaria Horthystă (căreia Țara Năsăudului i-a aparținut între august 1940 și toamna anului 1944) fiind aliată cu Germania nazistă în timp ce România, la 23 august 1944, s-a aliat cu Uniunea Sovietică, autoritățile militare germane au ordonat în septembrie 1944 evacuarea populației germane din nord-estul Transilvaniei. După căderea comunismului în 1989, alți sași au emigrat în Germania.

## Localități importante
În fiecare caz, este prezentată denumirea actuală a localității. în limba română, urmată de denumirea istorică în germană, respectiv maghiară. 
- Albeștii Bistriței (Weißkirch bei Bistritz, Kisfehéregyház)
- Arcalia (Kallesdorf, Árokalja)
- Batoș (Botsch, Bátos)
- Bistrița (Nösen / Bistritz, Beszterce)
- Chiraleș (Kyrieleis, Kerlés)
- Corvinești (Niederneudorf, Kékesújfalu)
- Cușma (Auen / Kuschma, Kusma)
- Dedrad (Deutsch-Zepling, Dedrád)
- Dipșa (Dürrbach, Dipse)
- Domnești (Attelsdorf / Billak, Bilak)
- Dorolea (Kleinbistritz, Aszubeszterce)
- Dumitra (Mettersdorf, Szentdemeter)
- Dumitrița (Waltersdorf, Kisdemeter)
- Ghinda (Windau, Vinda)
- Herina (Mönchsdorf, Harina)
- Ideciu de Jos (Niedereidisch, Alsóidecs)
- Ideciu de Sus (Obereidisch, Felsőidecs)
- Jelna (Senndorf,  Kiszsolna)
- Lechința (Lechnitz, Szászlekence)
- Livezile (Jaad, Jád)
- Logig (Ludwigsdorf, Ludvég)
- Monariu (Minarken, Malomárka)
- Moruț (Moritzdorf, Aranyosmóric)
- Orheiu Bistriței (Burghalle, Óvárhely)
- Petelea (Birk, Petele)
- Petriș (Petersdorf bei Bistritz, Petres)
- Posmuș (Paßbusch, Paszmos)
- Reghin (Sächsisch-Regen, Szászrégen)
- Sângeorzu Nou (Sankt Georgen bei Lechnitz, Szászszentgyörgy)
- Sâniacob (Jakobsdorf bei Bitritz, Szászszentjakab)
- Satu Nou (Oberneudorf, Felsőszászújfalu)
- Sigmir (Schönbirk, Szépnyír)
- Slătinița (Pintak,  Pinták)
- Șieu (Groß-Schogen, Nagysajó)
- Șieu-Măgheruș (Ungersdorf, Sajómagyarós)
- Tărpiu (Treppen, Szásztörpény)
- Teaca (Tekendorf, Teke)
- Tonciu (Tatsch, Tacs)
- Uila (Weilau, Vajola)
- Unirea (Wallendorf, Aldorf)
- Vermeș (Wermesch, Vermes)
- Viile Tecii (Großeidau, Kolozsnagyida)
- Viișoara (Heidendorf, Besenyő)